# Storbritanniens ambassad i Berlin
Storbritanniens ambassad i Berlin är Storbritanniens diplomatiska representation i Tyskland och återfinns på Wilhemstrasse bredvid Hotel Adlon. Även om byggnaden är byggd under 1990-talet var fastigheten redan på 1800-talet plats för Storbritanniens representation i Tyskland. 

## Historik
Storbritanniens beskickning var på samma plats första gången på 1800-talet då Storbritannien köpte Palais Strousberg för sin diplomatiska representation. Byggnaden hade funnits sedan 1868 och byggdes av Bethel Henry Strousberg. Storbritannien hyrde in sig och köpte slutligen fastigheten 1884. När första världskriget avbröt de diplomatiska förbindelserna stod byggnaden tom i flera år innan den brittiska ambassadören återkom 1920. 
Under andra världskriget förstördes byggnaden och revs senare. Området kvarstod däremot i Storbritanniens ägo. När Storbritannien upprättade en ambassad i Östtyskland 1973 skedde detta längre ner på Unter den Linden i nuvarande Kaiserhöfe. Tomten på Wilhelmstrasse kom första på tal igen efter Tysklands återförening då man beslutade att flytta ambassaden från Bonn till en ny byggnad på denna tomt. 
Tävlingen för den nya byggnaden vanns av Michael Wilford & Partners och uppförandet följde 1998. 2000 invigdes byggnaden av drottning Elisabeth. 

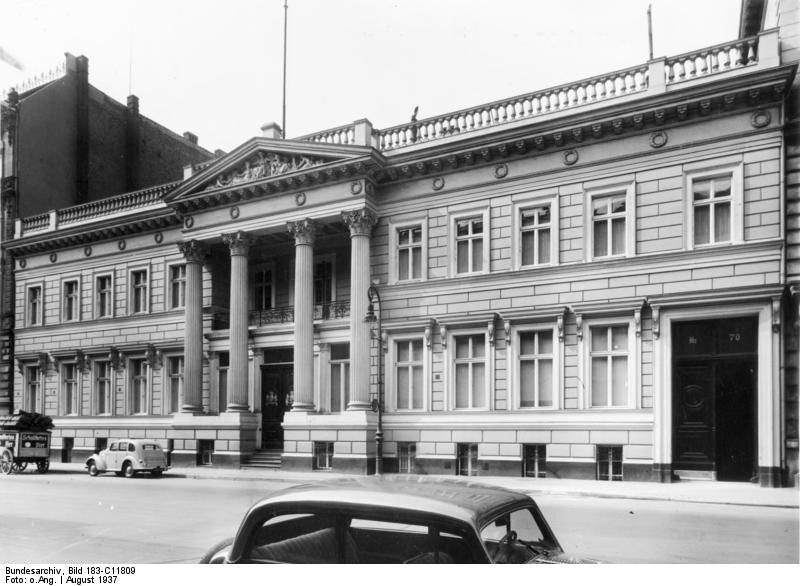
Den ursprungliga ambassadbyggnaden.